# Johann Christoph Wendland
Johann Christoph Wendland (17 juli 1755 - 27 juli 1828) was een Duitse botanicus en tuinman en was inwoner van Petit-Landau in de Elzas. Zijn zoon Heinrich Ludolph Wendland (1791-1869) en zijn kleinzoon Hermann Wendland (1825-1903) waren ook tuinders en botanici.
Als jongeman kreeg hij een opleiding in de horticultuur op de kwekerij van Schloss Karlsruhe. In 1780 werd hij tuinman op Herrenhäuser Gärten in Hannover, waar hij botanische ervaring opdeed bij Jakob Friedrich Ehrhart (1742-1795), die directeur was van de tuinen.
Wendland werd in 1817 benoemd tot inspecteur in Herrenhausen Gardens. Hij specialiseerde zich in de cultuur van wijngaarden en perzikbomen, en creëerde ook de illustraties in zijn gepubliceerde werken.
- Author citation (botany): J.C.Wendl.
- Stuttgart Database of Scientific Illustrators 1450–1950: 2809
- Gemeinsame Normdatei: 131707329
- International Standard Name Identifier: 0000 0000 2122 8865
- Nationale Bibliotheek van Tsjechië: mzk2017937653
- Nederlandse Thesaurus van Auteursnamen: 074048430
- Système universitaire de documentation: 149250223
- Museum of New Zealand Te Papa Tongarewa: 50854
- Virtual International Authority File: 40515421